# Ядерный чемоданчик
«Ядерный чемоданчик» — электронное командное устройство, постоянно находящееся при высших руководителях государств, обладающих ядерным оружием (ЯО), и с которого они могут отдавать команды на его применение.

## По странам

### Россия
«Ядерный чемоданчик» президента Российской Федерации является портативным абонентским терминалом (шифр «Чегет») автоматизированной системы управления (АСУ) стратегическими ядерными силами «Казбек». Эту систему создали в НИИАА, который возглавлял академик Владимир Семенихин. Методику работы с чемоданчиком при перемещениях в пешем режиме, в автомобиле, самолёте, правила оборудования мест постоянного пребывания главы государства, а также то, как должен применяться чемоданчик, какой аппаратурой должен быть укомплектован, сколько лиц будут иметь доступ к системе, разработал конструктор одной из подсистем АСУ, лауреат Государственной премии Валентин Голубков.

### США
Ядерный чемоданчик президента США, известный также на жаргоне как Nuclear Football — специальный чемодан, содержащий гипотетическое оборудование или информацию, которые обеспечивают президенту США возможность отдать приказ о применении ядерного оружия. Чемоданчик функционирует в качестве мобильной точки в системе стратегической обороны США и предназначен для использования в ситуации, когда президент находится вне стационарных командных пунктов. Содержимое и принцип действия ядерного чемоданчика президента США являются государственной тайной.

### Франция
Согласно официальным данным, во Франции отсутствует какой-либо «ядерный чемоданчик», хотя, по словам «Независимого военного обозрения», мобильная система управления ядерным оружием во Франции существует на самом деле. Чёрный портфель, названный «мобильной базой», следует за президентом во всех его поездках, но он не предназначен конкретно для ядерного оружия.

## Остальные страны

### Великобритания
Хотя в Великобритании нет «ядерного чемоданчика», при этом существуют конкретные инструкции по поводу применения ядерного оружия. Каждый новый премьер-министр пишет «письма последней надежды» на имя капитана каждой из британских АПЛ-носителей ядерного оружия с инструкциями о том, что должны делать капитаны, если в результате ядерного удара по Великобритании погибнут премьер-министр и правительство — в частности, надо ли применять ядерное оружие.

### Китай
Среди остальных стран, обладающих ядерным оружием, только Китай имеет потенциал для его стратегического применения, однако информация о наличии или отсутствии «ядерного чемоданчика» у первых лиц КНР официально не публикуется. Предположительно, к середине 2010-х годов, такая система в Китае всё-таки была создана.

### Индия и другие
Официальной информации о существовании «ядерных чемоданчиков» в Индии, Пакистане и КНДР нет. Однако ядерные силы этих стран не обладают стратегическим масштабом и способны решать только оперативно-тактические задачи. Поэтому, наиболее вероятно, что мобильных терминалов для управления ядерными силами эти страны не имеют.

## Ядерный чемоданчик в искусстве
- Художественный фильм «Напряги извилины»
- Художественный фильм «Солт»
- Художественный фильм «Форсаж 8»
- Видеоигра «Hitman 2»
- Видеоигра «Battlefield 3»